# Årets kör
Årets kör var en utmärkelse som mellan 2002 och 2010 utdelats av Rikskonserter till några av landets främsta körer. År 2011 delade Sveriges Körförbund ut utmärkelsen, som sedan dess inte delats ut. Priset omfattar konsertturnéer och cd-inspelning.

## Pristagare
- 2002 – Adolf Fredriks flickkör
- 2003 – Orphei Drängar
- 2004 – Rilkeensemblen
- 2005 – Hjo kyrkas ungdomskör
- 2006 – Simon Phipps vokalensemble (numera Svenska kammarkören)
- 2007 – Vokalharmonin
- 2008 – Voces Nordicae
- 2009 – Inget pris delades ut
- 2010 – Arctic Light[3]
- 2011 – Vocado[4]